# Монастырь Павла Фивейского
Монастырь Святого Павла Фивейского (араб. دير الأنبا بولا‎, Dajr al-Qiddīs Būlus) — коптский монастырь в Египте, расположен в 150 км юго-восточнее Каира в Аравийской пустыне, недалеко от побережья Красного моря.
История восходит к V веку, когда был основан монастырь над пещерой, где веком ранее обитал отшельник, святой Павел Фивейский. Его место погребения сегодня является важным местом паломничества верующих. Также почитаемы два источника. Также в монастыре хранятся иллюминированные манускрипты.
Первыми насельниками были монахи из Египта и Сирии, предположительно мелькиты. В Средние века монастырь часто подвергался нападениям со стороны бедуинов, но отстраивался. В XVI—XVII вв более ста лет полуразрушенный монастырь пустовал, пока там не поселились несколько человек из монастыря Святого Антония. В 1701 году под патронажем Папы Александрийского Иоанна XVI началась реконструкция, после чего комплекс приобрёл современный облик.